# 자오이디

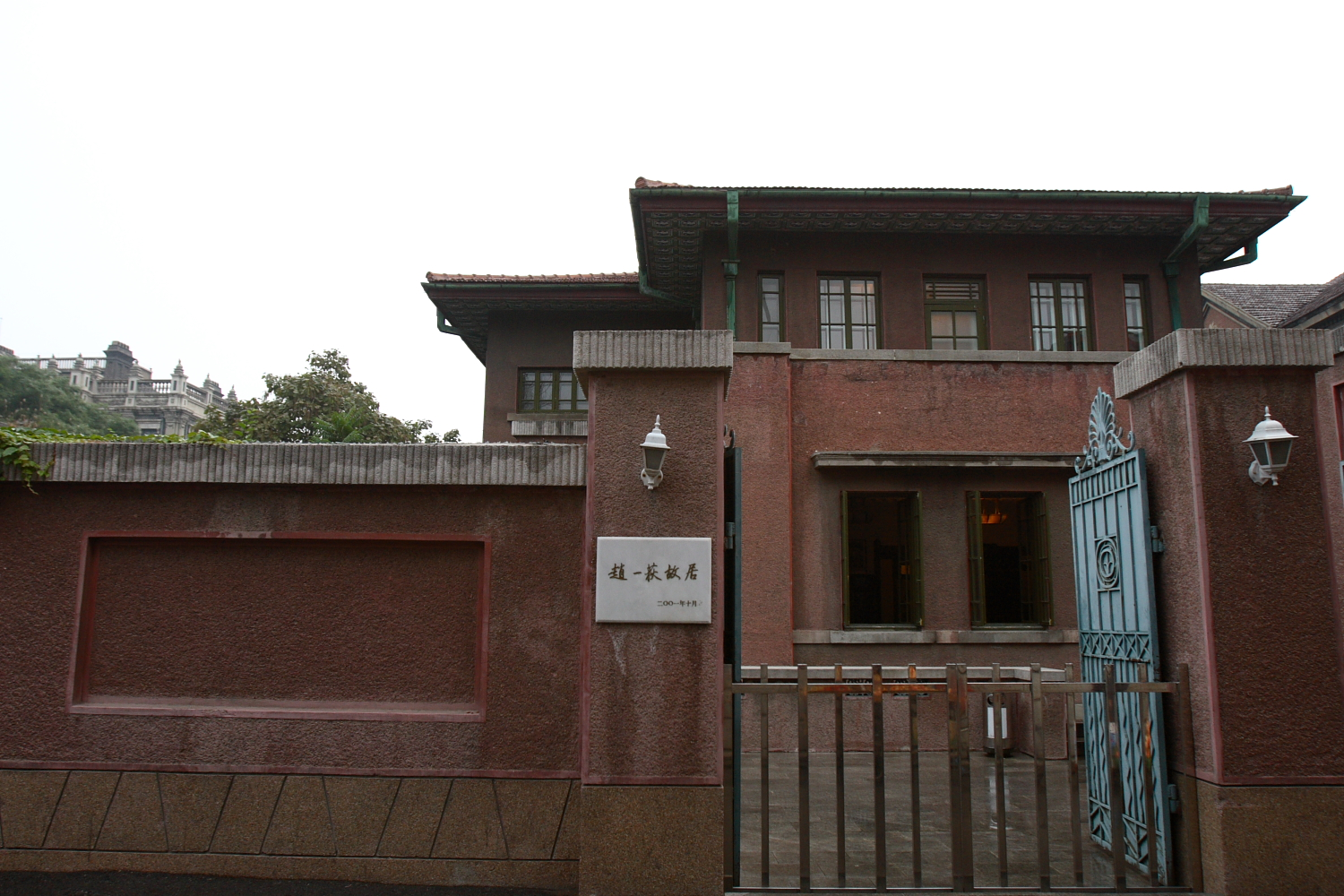
중화인민공화국 둥베이 지방 랴오닝성 선양에 있는 자오이디의 옛 집

자오이디(趙一荻(조일적), 미국식 이름은 Edith Chao, 1912년 5월 28일 ~ 2000년 6월 22일)는 홍콩 태생의 중화민국 여성으로 중화민국 서북초비사령부 부사령관을 지낸 장쉐량(張學良)의 2번째 부인이다. 아명(兒名)은 자오샹성(趙香生, 조향생), 자오치샤(趙綺霞, 조기하)이다.

## 주요 이력
1927년 중화민국 허베이성 톈진에서 장쉐량과 처음 만남을 가졌으며 3년 후 1930년 장쉐량의 사생아 아들 장뤼린(張閭琳)을 낳았고 34년 후 1964년 중화민국 타이완 타이베이에서 장쉐량과 정식 결혼하였다.

## 가족 관계
- 시아버지: 장쭤린(張作霖, 장작림, 1873년 3월 19일 ~ 1928년 6월 4일, 前 중화민국 대원수. 중국 청나라 둥베이 지방 청징 성 안산 부 하이청 현 출생.)
  - 부군: 장쉐량(張學良, 장학량, 1898년 6월 3일 ~ 2001년 10월 14일, 아명(兒名)은 장샤오량(張孝良, 장효량), 前 중화민국 서북초비사령부 부사령관. 중국 청나라 둥베이 지방 펑톈 성 안산 부 하이청 현 출생.)
    - 아들: 장뤼린(張閭琳, 장여림, 장려림, 1930년 11월 28일 ~ , 중화민국 허베이성 톈진 출생.)

## 같이 보기
- 위펑즈